# Caraïbes FM
Caraïbes FM est une station de radio et chaîne de télévision (RTVC) basée à Port-au-Prince, à Haïti. C'est l'une des stations les plus populaires du pays. Elle fut créée en 1949. Elle émet d'abord en ondes courtes, puis en AM, avant de passer en FM à partir de 1994. À la suite du séisme de janvier 2010, elle s'est installée dans la rue, en face de son ancien studio. Elle est actuellement dirigée par Patrick Moussignac. Caraïbes FM a parmi ses programmes l'une des émissions les plus populaires du pays, appelée Ranmasè.

## Liens
- (fr) Site officiel de Radio Television Caraibes
- Vous pouvez ecouter CARAIBES sur Haiti Media Live http://haitimedia.live/radio/94-5-fm-radio-caraibes/
- Régardez Télé Caraïbes Chaine 22 sur Haiti Broadcasting